# جو كوفور
جو كوفور (بالإنجليزية: Jo Kuffour)‏ هو لاعب كرة قدم بريطاني في مركز الهجوم، ولد في 17 نوفمبر 1981 في إدمونتون ‏ في المملكة المتحدة. لعب مع ساتون يونايتد وسويندون تاون ونادي أرسنال ونادي بريستول روفيرز ونادي برينتفورد ونادي بورنموث ونادي توركي يونايتد ونادي غيلينغهام وويكمب وندررز.

## وصلات خارجية
- جو كوفور على موقع قاعدة بيانات كرة القدم.إي يو (الإنجليزية)
- جو كوفور على موقع Soccerbase.com (لاعب) (الإنجليزية)